# Mexilana saluposi
Mexilana saluposi là một loài chân đều trong họ Cirolanidae. Loài này được Bowman miêu tả khoa học năm 1975.